# Nevin Harrison
Nevin Harrison   (Seattle, Estats Units, 2 de juny de 2002) és una piragüista estatunidenca que competeix en la modalitat d'aigües tranquil·les.
Harrison ha participat en 1 Olimpíada, guanyant la medalla d'or en la prova del C-1 200m femení en els Jocs Olímpics de Tòquio 2020. Amb només 19 anys, va aconseguir la primera medalla d'or olímpica per un piragüista estatunidenc, des que ho aconseguís Greg Barton, als Jocs Olímpics de Seül 1988 i també de ser la piragüista més jove en guanyar un or en tota la història de la competició. A més, ha guanyat 2 medalles d'or en els Campionats del Món i 1 medalla d'or en els Jocs Panamericans. Harrison, amb 17 anys, també es convertí en la primera piragüista dona dels Estats Units, en guanyar una medalla d'or en uns Campionats del món d'aigües tranquil·les.
La piragüista va començar practicant l'atletisme durant la seva infància i adolescència, tot i que amb 14 anys li van diagnosticar una displàsia de maluc, cosa que la van fer passar a practicar el piragüisme.

## Trajectòria professional
| Jocs Olímpics     | Jocs Olímpics | Jocs Olímpics | Jocs Olímpics |
| Any               | Seu           | Posició       | Categoria     |
| ----------------- | ------------- | ------------- | ------------- |
| 2020              | Tòquio        | 1             | C-1 200m      |
| Campionat del Món |               |               |               |
| 2019              | Szeged        | 1             | C-1 200m      |
| 2022              | Dartmouth     | 1             | C-1 200m      |
| 2022              | Dartmouth     | 7a posició    | C-2 200m      |
| 2023              | Duisburg      | 4a posició    | C-1 200m      |
| Jocs Panamericans |               |               |               |
| 2019              | Lima          | 1             | C-1 200m      |